# Řádkové zdivo
Řádkové zdivo je druh kamenného zdiva. Provádí se z různých druhů kamene zejména ze žuly a pískovce, v dnešní době i z umělého kamene. Spáry se po vyzdění zdiva spárují. Styčné spáry nesmí být průběžné. Existují 2 typy řádkového zdiva:
- Hrubé řádkové zdivo U tohoto typu řádkového zdiva je opracovaná pouze přední strana jednotlivých kamenů. Šířka spár je 15-40 mm. Styčné spáry nemusí být kolmé na ložné spáry.
- Čisté řádkové zdivo U tohoto typu řádkového zdiva je opracovaná přední strana a boční strany kamenů jsou opracovány do tloušťky 50 mm. Šířka spár je 10-20 mm. Styčné spáry jsou vždy kolmé na ložné spáry.